# Hartmut Schade
Hartmut Schade (Radeberg, 13 november 1954) is een voormalig voetballer uit Oost-Duitsland, die speelde als middenvelder. Na zijn actieve carrière stapte hij het trainersvak in, en was hij onder meer coach van zijn voormalige club Dynamo Dresden.

## Clubcarrière
Schade kwam zijn gehele loopbaan uit voor Dynamo Dresden. Met die club won hij viermaal de Oost-Duitse landstitel en driemaal de Oost-Duitse beker.

## Interlandcarrière
Schade kwam in totaal 31 keer (vijf doelpunten) uit voor de nationale ploeg van Oost-Duitsland in de periode 1975–1980. Onder leiding van bondscoach Georg Buschner maakte hij zijn debuut op 12 oktober 1975 in de EK-kwalificatiewedstrijd tegen Frankrijk (2-1) in Leipzig. Schade maakte deel uit van de Oost-Duitse selectie die de gouden medaille won bij de Olympische Spelen in 1976 (Montreal).

## Erelijst
Dynamo Dresden
- DDR-Oberliga

1973, 1976, 1977, 1978
- Oost-Duitse beker

1977, 1981, 1984